# Saïd Sifaw
Pour les articles homonymes, voir Mahroug.
Saïd El Mahroug (en arabe : سعيد المحروق, en berbère : Saɛid Sifaw Lmaḥrug), dit Sifaw, né en 1946 à Jadou (Royaume de Libye) et mort en 1994 à Djerba (Tunisie), est un poète libyen berbérophone qui demeure la figure emblématique de l'amazighité en Libye.

## Biographie
Saïd Sifaw est né à Jadou dans les montagnes de Djebel Nefoussa dans le sud-ouest berbèrophone de la Libye en 1946. Il étudie à Tripoli, puis commence ses études de médecine en Égypte. Mais les articles qu'il publie lui valent de perdre sa bourse. Il revient à Tripoli étudier le droit en 1967 et obtient son diplôme d'avocat.
En février 1979 Sifaw est la cible d'une tentative d'assassinat. Victime d'un grave accident de circulation attribué aux services du régime libyen, Saïd El Mahroug a été handicapé à vie.
Malgré tous les soins dont il bénéficie à l'étranger, il meurt en 1994 à Djerba en Tunisie.
Son décès est considéré par diverses sources comme un assassinat, notamment de l'un des livres de l'historien berbérisant Bernard Lugan sur l'histoire des Berbères.

## Écrits
Il collecte contes et mythes et écrit des poèmes en amazigh et en arabe.
N'ont été édités de son vivant que Les Voix de minuit, un recueil de contes traduits en arabe, et Poèmes silencieux, recueil de poésie.
Le 15 juin 2009, la présentation du Livre noir de Saïd Sifaw au Club de la Presse de Rabat a été interdite par les autorités marocaines.

## Postérité
Il est décerné[Par qui ?] un « prix Saïd-Sifaw ». Ce prix a été décerné à Mohamed Farid Zalhoud en 1997.